# Głęboczek (powiat nakielski)
Głęboczek – wieś w Polsce położona w województwie kujawsko-pomorskim, w powiecie nakielskim, w gminie Szubin.
W latach 1975–1998 miejscowość administracyjnie należała do województwa bydgoskiego.
Zobacz też: Głęboczek.